# Brtnička
Brtnička település Csehországban, a Jihlavai járásban. Brtnička Opatov, Dlouhá Brtnice, Brtnice és Stonařov településekkel határos. Lakosainak száma 94 fő (2024. január 1.).

## Népesség
A település lakosságának változását az alábbi diagram mutatja:
| Lakosok száma | 302  | 275  | 283  | 218  | 151  | 107  | 105  | 104  | 97   | 94   |
|               | 1869 | 1900 | 1921 | 1961 | 1980 | 2011 | 2016 | 2019 | 2021 | 2024 |